# Đorđe Vajfert
Đorđe Vajfert (en alfabeto cirílico serbio: Ђорђе Вајферт, en alemán: Georg Weifert; Pančevo, 15 de julio de 1850-Belgrado12 de enero de 1937) fue un empresario industrial serbio, que se desempeñó como Gobernador del Banco Nacional de Serbia, que tras 1920 se convirtió en el Banco Nacional de Yugoslavia. Por otro lado, es considerado como el precursor de la minería moderna en Serbia como también como un importante filántropo.

## Biografía
Georg Weifert, tal cual era su nombre de nacimiento, nació en Pančevo, en la región alemana de Banat en el seno de una familia de suabos del Danubio. Desde temprana edad, Đorđe Vajfert trabajó junto con su padre, Ignatz Weifert en Belgrade, en la cervecería familiar. Aquella fue la primera cervecería del Reino de Serbia. Braumeisterschule en Weihenstephan, cerca de Múnich. Tras su regreso a Serbia tomó el control de las riendas de la cervecería de su padre, expandiéndola considerablemente. Con las ganancias de ella, compró una mina de carbón en Kostolac, luego una mina de cobre en Bor, trabajos de Steinber en Zaječar y, finalmente, una mina de oro. La ganancias producidas a través de la minería, lo convirtieron el hombre más rico de Serbia y luego fue considerado uno y los empresarios más importantes de la naciente Yugoslavia.
En 1890 Vajfert fue designado Gobernador del Banco Nacional de Serbia. Se mantuvo en el cargo entre 1890 a 1902, y nuevamente entre 1912 hasta 1914 y 1918. Su gestión al frente del banco central serbio le granjeó una buena reputación por mantener el valor del Dinar serbio y la estabilidad de los créditos. Luego de 1918, gracias a la buena reputación al frente del banco, Vajfert fue designado Gobernador del Banco Nacional de Yugoslavia. Una de sus medidas más recordadas como Gobernador fue la conversión de la corona austrohúngara al dinar yugoslavo. Esta medida, que no estuvo ausente de críticas, determinó la paridad del antiguo dinar serbio en 1 a 1 con el dinar yugoslavo, y el cambio a 4 a 1 con el dinar yugoslavo a la corona astrohúngara; la medida tuvo como efecto inmediato la pérdida de propiedad de aquellos yugoslavos que vivían en al antiguo Imperio austrohúngaro.

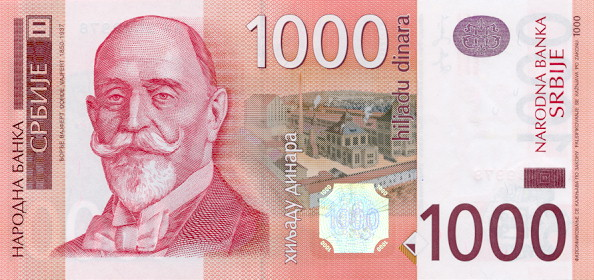
Weifert en los billetes de 1000 dinares serbios.

Đorđe Vajfert, por otro lado fue un importante mecenas, apoyando instituciones culturales como también organizaciones humanitaria. Donó toda su colección de premios, medallas y monedas y toda su biblioteca privada a la Universidad de Belgrado. En Pančevo, ciudad de donde sus padres Ignatz y Anna eran originarios, promovió la construcción de una pequeña capilla católica llamada Anina crkva (Iglesia de Ana), dedicada a la memoria de su madre.
Vajfert fue uno de los mayores benefactores del mayor cementerio católico de Pančevo, donde los restos de varios miembros de su familia descansan. Por otro lado, promovió la existencia del fondo benéfico de la Iglesia Católica de Santa Ana de Pančevo, como otras instituciones de carácter benéfico.
Vajfert murió el 12 de enero de 1937, a 17:20 pm en su estancia en Belgrado. El servicio litúrgico católico tuvo lugar en la capilla de Santa Ana en Pančevo el 14 de enero, y al día siguiente fue enterrado en el cementerio de la ciudad. El heredero de sus negocios empresariales y albaceas fue su sobrino Ferdinand Gramberg. 
Desde 2001, su imagen aparece en los billetes de 1000 dinares serbios. Fue condecorado con la Orden de San Sava, la Orden de la Estrella de Karađorđe y la Orden del Águila Blanca.
Su sobrino Ferdinand se casó con Serbian Jelena Ostojic, quien era huérfana de padre y madre, ya que sus padres habían fallecido en un accidente de tránsito cuando ella tenía diecienueve años. La la familia Vajfert eran cercanos a la familia de Ostojic. Era la más grande de siete hermanos, por lo que Ferdinand ayudó a Jelena a cuidar y rescatar a todos sus hermanos de un orfanato croata. Tras la boda de Ferdinand y Jelena ambos se hicieron cargo de los hermanos. Por otro lado, tuvieron además dos hijos biológicos. Con el comienzo de la Segunda Guerra Mundial, y el triunfo de Tito en Yugoslavia, toda la familia fue perseguida y sus pertenencias confiscadas. Jelena trabajó los últimos años de su vida como peluquera y vivió en un departamento de corte comunista en Belgrado.